# Cathy Cahlin Ryan

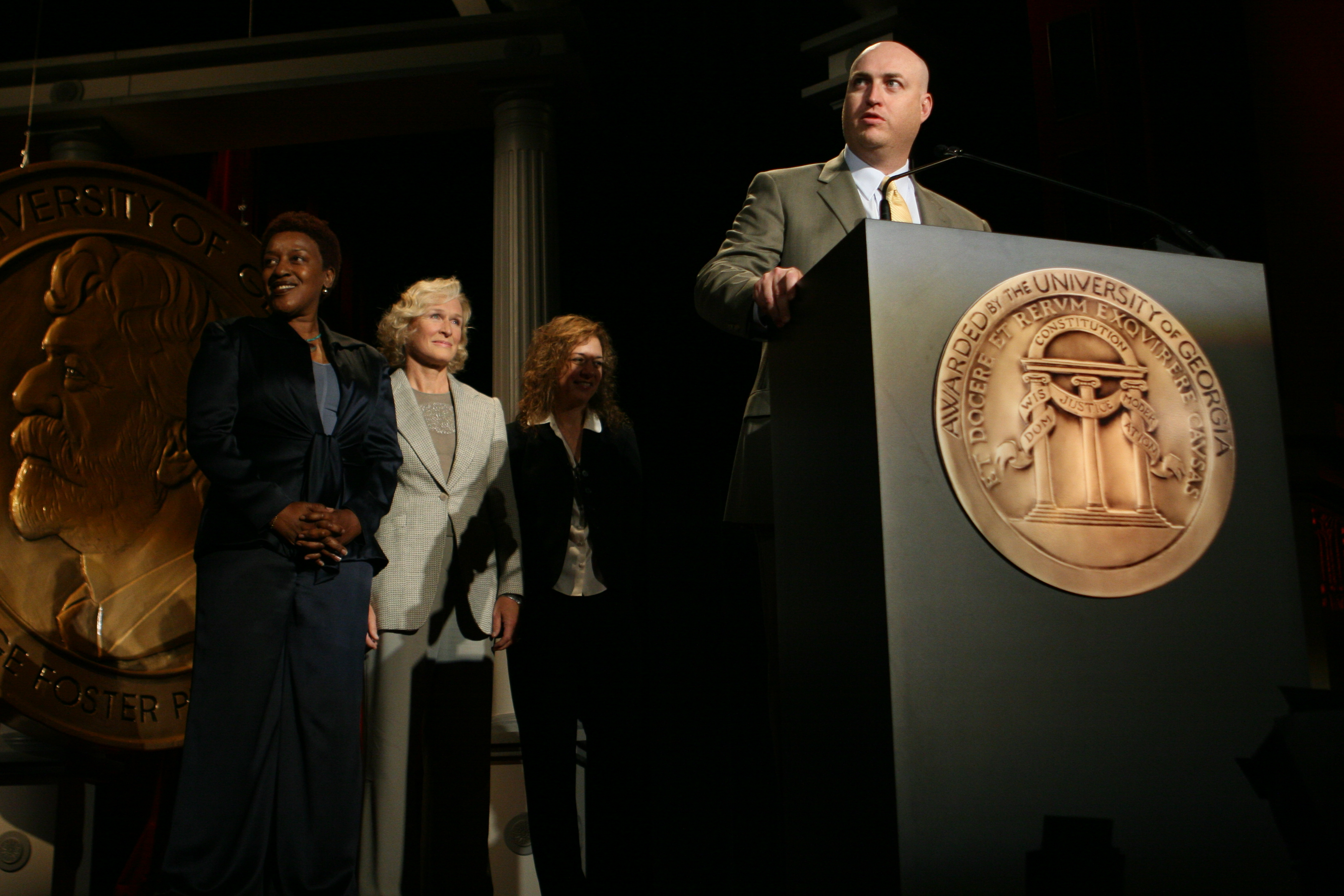

Cathy Cahlin Ryan (née en 1971 à Miami) est une actrice américaine. Elle est surtout connue pour son rôle de Corrine Mackey dans la série The Shield. Elle est mariée au réalisateur Shawn Ryan.

## Filmographie partielle

### Séries télévisées
- 2002-2008 : The Shield : Corrine Mackey
- 2009 : Numbers (1 épisode, saison 5)
- 2010 : Lie to Me (1 épisode, saison 2)
- 2017-2021 : S.W.A.T. : Dr Wendy Hughes